# UJA Maccabi Paris Métropole
UJA Maccabi Paris Métropole is een Franse voetbalclub uit Alfortville.

## Geschiedenis
De club werd opgericht in 1926 als Union de la Jeunesse Arménienne d'Alfortville (UJA Alfortville). Vanaf de oprichting tot de jaren negentig leidde de club een anoniem bestaan. Vanaf 1998 promoveerde de club drie keer op rij en speelde dan zes jaar lang in de Division Honneur. In 2006 promoveerde de club naar de CFA 2 en amper een jaar later naar de CFA, de vierde klasse. Na één seizoen nam de club de naam UJA Paris aan op aanraden van een zakenpartner van de voorzitter van de club. In 2010 promoveerde de club naar de Championnat National, maar degradeerde na één seizoen. In 2012 fuseerde de club met SC Maccabi Paris tot UJA Maccabi Paris Métropole. 
In 2017 werd de club laatste in de CFA 2, dat na dit seizoen omgevormd werd tot Championnat National 3. 